# Projet nazi de coup d'État et d'invasion de l'Uruguay
 (novembre 2023).
La mise en forme du texte ne suit pas les recommandations de Wikipédia : il faut le « wikifier ».
Les points d'amélioration suivants sont les cas les plus fréquents :
- Les titres sont pré-formatés par le logiciel. Ils ne sont ni en capitales, ni en gras.
- Le texte ne doit pas être écrit en capitales (les noms de famille non plus), ni en gras, ni en italique, ni en « petit »…
- Le gras n'est utilisé que pour surligner le titre de l'article dans l'introduction, une seule fois.
- L'italique est rarement utilisé : mots en langue étrangère, titres d'œuvres, noms de bateaux, etc.
- Les citations ne sont pas en italique mais en corps de texte normal. Elles sont entourées par des guillemets français : « et ».
- Les listes à puces sont à éviter, des paragraphes rédigés étant largement préférés. Les tableaux sont à réserver à la présentation de données structurées (résultats, etc.).
- Les appels de note de bas de page (petits chiffres en exposant, introduits par l'outil «  Source ») sont à placer entre la fin de phrase et le point final[comme ça].
- Les liens internes (vers d'autres articles de Wikipédia) sont à choisir avec parcimonie. Créez des liens vers des articles approfondissant le sujet. Les termes génériques sans rapport avec le sujet sont à éviter, ainsi que les répétitions de liens vers un même terme.
- Les liens externes sont à placer uniquement dans une section « Liens externes », à la fin de l'article. Ces liens sont à choisir avec parcimonie suivant les règles définies. Si un lien sert de source à l'article, son insertion dans le texte est à faire par les notes de bas de page.
- La présentation des références doit suivre les conventions bibliographiques. Il est recommandé d'utiliser les modèles {{Ouvrage}}, {{Chapitre}}, {{Article}}, {{Lien web}} et/ou {{Bibliographie}}. Le mode d'édition visuel peut mettre en forme automatiquement les références.
- Insérer une infobox (cadre d'informations à droite) n'est pas obligatoire pour parachever la mise en page.

Pour une aide détaillée, merci de consulter Aide:Wikification.
Si vous pensez que ces points ont été résolus, vous pouvez retirer ce bandeau et améliorer la mise en forme d'un autre article.
 (novembre 2023).
Le projet nazi de coup d'État et d'invasion de l'Uruguay (parfois appelé plan Fuhrmann) est un plan non exécuté visant à renverser la nation uruguayenne et à établir une colonie de l'Allemagne nazie. Le plan a été conçu par le journaliste germano-uruguayen et activiste nazi Arnulf Fuhrmann (également connu sous son pseudonyme d'Asmuel Fushman), Julio Hotzer (parfois orthographié Holzer ), Otto Kleing, Rudolf Patz, Konas et R. Meissner (avec le soutien d'Otto Langmann (en), le représentant allemand à Montevideo). Développé entre la fin des années 1930 et 1940 à Salto, le plan n'a jamais été concrétisé en raison de la découverte de l'opération par les autorités uruguayennes, ce qui a conduit à l'arrestation des auteurs.

## Déroulement

### Contexte
L'idée d'une telle attaque a été conçue pour la première fois par Arnulf Fuhrmann, un journaliste uruguayen qui avait quitté l'Allemagne pour s'installer en Uruguay à la fin de la Première Guerre mondiale. En février 1937, Fuhrmann fut embauché par le journal Salto La Campaña comme administrateur en chef, puis promu directeur en mars 1937. Dans le même temps, l'enclave allemande de Fuhrmann au sein de Salto créa le Centre culturel germano-uruguayen, dont il fut élu président. Quatre mois plus tard, en juillet, Fuhrmann a quitté La Campaña, selon le journal, « afin de se consacrer à d'autres activités ».
Fuhrmann était marié à la veuve de Frederico Jungblut, propriétaire d'un magasin de photographie à Salto appelé Foto Clave. Désormais indépendant de La Campaña, Fuhrmann se consacrait à la photographie et à l'activisme nazi, utilisant la Foto Clave pour diffuser de la propagande antisémite et nazie. C'est à cette époque que Fuhrmann et ses cinq co-conspirateurs commencèrent à préparer le coup d'État, en écrivant leurs plans et en s'approvisionnant.

### Planification
Selon leurs plans, il leur suffisait pour réussir de « quinze jours, deux régiments de cavalerie à Montevideo, deux compagnies à Cologne ainsi que Fray Bentos, Paysandú [...] un bataillon à Salto, le même à Bella Unión, deux compagnies à Artigas, deux à Rivera et un bataillon à Yaguarón », estimant que les forces uruguayennes se rendraient facilement. Une fois la nation capturée, Fuhrmann en prendrait le contrôle, exterminant tous les juifs et politiciens précoloniaux en Uruguay, transformant ainsi l'État en une « colonie de paysans allemands ».

### Conséquences
Avec l'éclatement de la Seconde Guerre mondiale en Europe, le gouvernement uruguayen est devenu moins tolérant à l'égard du nazisme à l'intérieur de ses frontières. Le journal Tribuna Salteña de Salto a écrit qu'« il est nécessaire d'expulser les agents du nazisme du territoire uruguayen ». L'Uruguay devenant de moins en moins tolérant à l'égard des activités nazies à l'intérieur de ses frontières, en juin 1940, Foto Clave et le résident privé de Fuhrmann ont été perquisitionnés par des responsables uruguayens, ce qui a conduit à l'arrestation de Fuhrmann, Hotzer, Kleing, Patz, Konas Meissner et R. Meissner, ainsi que leurs six mitrailleuses légères et des fournitures supplémentaires confisquées. Fuhrmann a été libéré peu de temps après son arrestation, mais il a de nouveau été arrêté par des responsables argentins alors qu'il tentait de traverser la frontière argentino-uruguayenne. Alors que les procès se déroulaient à Buenos Aires, l'Allemagne a tenté d'extrader les six condamnés vers Berlin, l'Argentine refusant et condamnant les hommes à treize ans de prison. En 1946, les hommes furent libérés pour bonne conduite. Leur vie après cela n'est pas connue,,.